# Tolomeo (gnostico)
Tolomeo (fl. II secolo) è stato un maestro gnostico del II secolo. Fu allievo personale di Valentino, a cui successe come capo della scuola romana.

## Biografia
Della sua vita non si conosce alcun dettaglio, eccetto che nel 180, probabilmente, era ancora vivo. La teoria di Harnack, secondo la quale è il Tolomeo di cui parla san Giustino, è ancora da dimostrare. In ogni caso, insieme ad Eracleone, fu il principale esponente della scuola di gnosticismo valentiniano occidentale.

## Dottrina
La dottrina di Tolomeo consiste in una rielaborazione del sistema valentiniano nel tentativo di permetterne una più facile accettazione da parte della nascente Chiesa cattolica: ne mitigò l'impronta dualistica e diede maggior risalto sia all'elemento psichico che al Vecchio Testamento. Le principali modifiche furono le seguenti:
- Il Demiurgo non era un dio ostile all'uomo, ma giusto;
- Cristo, oltre all'anima (pneuma), aveva anche una parte psichica, pertanto, a differenza di Valentino, esisteva possibilità di salvezza anche per i cristiani in genere;
- Il Cristo non patì la crocifissione, ma vi abbandonò il suo corpo materiale (docetismo). La sua parte spirituale tornò al Pleroma, mentre la sua parte psichica si fermò nell'Ebdomade al fianco del Demiurgo.

## Esegesi
Tolomeo sosteneva che nelle Scritture di Israele si possono trovare elementi pneumatici, psichici e materiali, corrispondenti alle tre nature che, nel loro complesso mito cosmogonico, erano derivate variamente dal peccato mitico verificatosi nel mondo divino. Questo schema si riflette nella Lettera a Flora di Tolomeo, secondo cui la parte pura della Legge non è estranea al Salvatore ed è da lui portata a compimento. Così, sebbene attribuisca la legge di Dio nel suo complesso al Demiurgo, sembra pensare a un'azione del Dio superiore per mezzo del Logos e di Sofia, i quali, a insaputa del Demiurgo, hanno introdotto nella Legge elementi pneumatici. Inoltre, Tolomeo sanziona tutti i risultati per mezzo delle parole del Salvatore e di Paolo, adeguatamente interpretati, il che mostra il carattere unitario dell'esegesi valentiniana, che si muove comodamente in tutti gli scritti antichi e nuovi.

## Opere
Le sue opere ci sono giunte in forma incompleta come segue:
- un frammento di uno scritto esegetico preservato da Sant'Ireneo di Lione (Adversus Hæreses, I, VIII, 5);
- una Lettera a Flora, una nobildonna cristiana, di cui non si sa nulla.

La Lettera a Flora è l'unico documento scritto da Tolomeo scampato alla distruzione dei testi eretici effettuata dai cattolici ortodossi nel IV secolo. Lo scritto fu ritrovato nei lavori di Epifanio (Hær. XXXIII, 3-7). Tolomeo scrisse questa lettera in risposta alle domande di una nobile cristiana, di nome Flora, che aveva bisogno di spiegazioni sull'origine della Legge del Vecchio Testamento. In questo scritto Tolomeo ridusse al minimo la cosmogonia della sua dottrina e si concentrò esclusivamente sulla legge mosaica. Essa non poteva essere attribuita al Dio Supremo, né al diavolo; né procedeva da un legislatore. Doveva essere divisa in tre parti: una parte di essa era opera di un dio inferiore; la seconda parte era opera di Mosè, e la terza degli anziani del popolo ebraico. Anche nella parte attribuita al dio minore devono essere distinte tre sezioni diverse:
- La legislazione assolutamente pura del Decalogo che non fu rinnegata, ma integrata dal Salvatore;
- le leggi non giuste, come il diritto di ritorsione, che furono abolite dal Salvatore perché erano incompatibili con la Sua natura;
- la sezione che è tipica e simbolica del mondo più alto. Include quei precetti come la circoncisione, o il digiuno, che furono elevati dal Salvatore da un piano materiale ad uno spirituale.

Il dio autore della legge, nelle parti che non sono il prodotto dello sforzo umano, è il demiurgo, che occupa una posizione intermedia tra il Dio Supremo ed il diavolo. Egli è il creatore dell'universo, non è né perfetto, né l'autore del male, ma dovrebbe essere chiamato giusto.
Ireneo ci ha tramandato anche un commento sul Prologo del Vangelo secondo Giovanni. Qui Tolomeo fornì una interpretazione cosmologica un po' più spinta, basata sui trenta eoni valentiniani.